# Restauranger i Sverige
Restauranger i Sverige har funnits i form av utskänkningsställen sedan medeltiden, som till exempel gästgiverier, värdshus, ölstugor, krogar, vinkällare och kaffehus. Restaurangen (äldre stavning: restaurant) utvecklades i sin moderna form i Sverige under artonhundratalet. Konceptet var direktimporterat från Frankrike. År 2017 fanns i Sverige 20 832 restauranger med 113 567 anställda.

## Historia

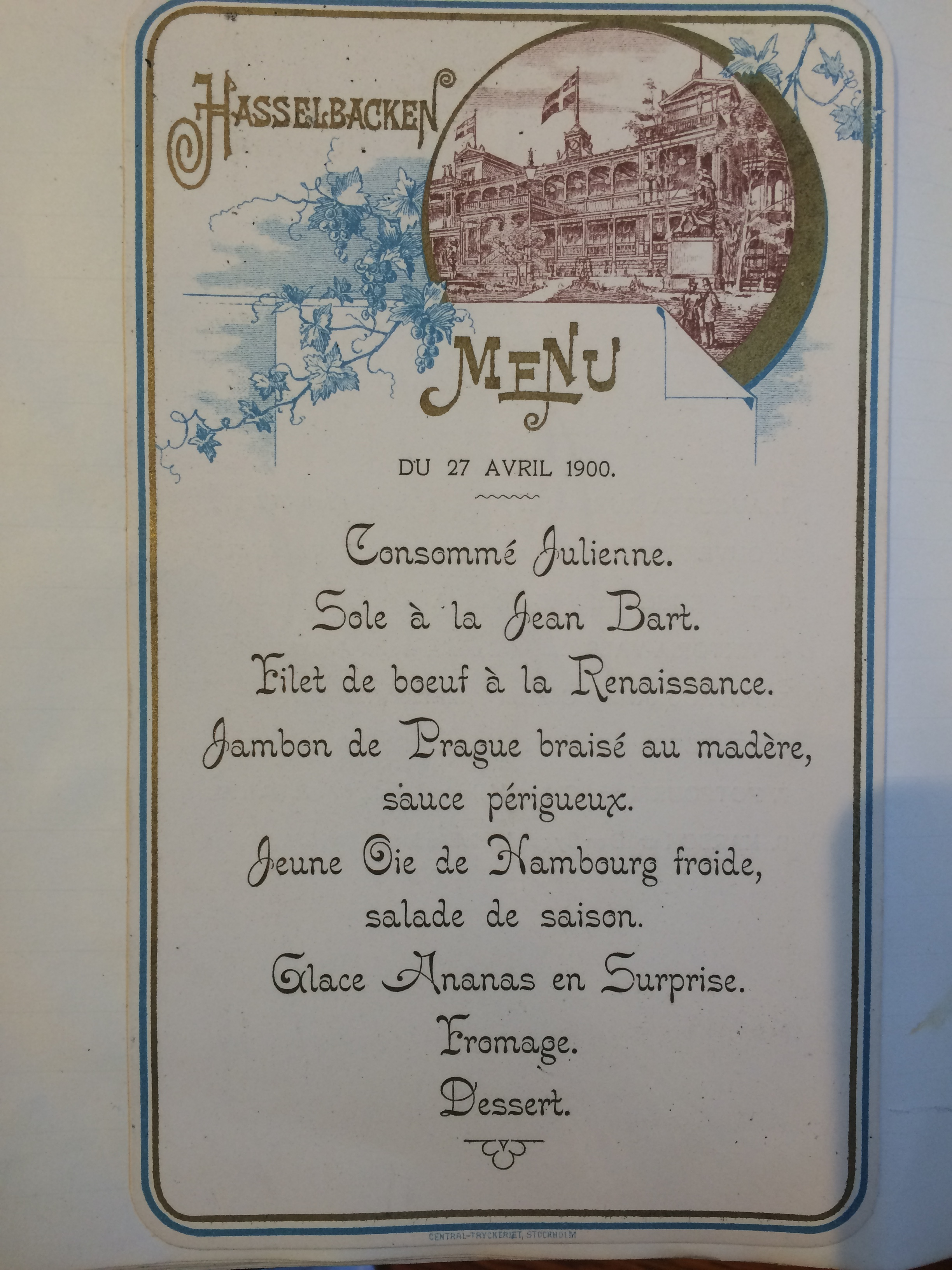
Meny från Hasselbacken, 27 april 1900. Restaurangmenyerna skrevs ofta på franska, även i Sverige.

### Gästgiveriförordningar
År 1279 infördes Alsnö stadga i Sverige av Magnus Ladulås. Den var av avgörande betydelse för hotell- och restaurangnäringens utveckling i Sverige då den förbjuder våldgästning, det vill säga att med våld kräva kost och logi utan skälig betalning, vilket tidigare var en stor plåga för landsbygdens bönder. Konsekvensen blev att särskilda gästgiverier måste uppstå för de resande, och i Skänninge stadga från 1335 fastslås att landsvägstavernor med logimöjligheter ska upprättas med två till två och en halv mils mellanrum.
Under 1600-talet och 1700-talet reglerades gästgiverierna av så kallade gästgiveriförordningar, först 1649 och därefter 1734.

### Franskt inflytande
Den moderna restaurangen uppkom i Frankrikes huvudstad Paris vid tiden för franska revolutionen i slutet av 1700-talet. Detta berodde bland annat på att adelns kockar blev arbetslösa då deras arbetsgivare flytt eller arresterats, men även på att köksredskap och tekniker förbättrades.  Intresset för gastronomi ökade och kockarna blev bättre utbildade. Av vikt för utvecklingen av den moderna restaurangnäringen var även den tilltagande urbaniseringen och den mondäna och politiska världens behov av en offentlig scen att uppträda på. Det var under denna tid som den franska gastronomin, ”la haute cuisine”, utvecklades med förgrundsgestalter såsom Marie-Antoine Carême (1784–1833) och Auguste Escoffier (1846–1935).
När restaurangerna spred sig utanför Frankrikes gränser förblev det franska ursprunget tydligt. Ofta var det även fransmän som drev dem, som till exempel Regis Cadier (1828–1890) som med framgång drev Hotell Rydberg i Stockholm och bidrog till ett nydanande av svenskt restaurangväsen.  I Sverige är gastronomins och restaurangnäringens språk fortfarande starkt influerat av franskan, ett fenomen kallat köksfranska, med termer allt ifrån ”restaurang”, ”hotell”, ”meny”, ”buffé” och ”café” till ”kastrull”, ”servett”, ”sås”, ”glass”, ”sallad” ”dessert” och ”filet”.

### Restaurangen kommer till Sverige
Det är under 1800-talet som den moderna restaurangen kommer till Sverige. Under denna tid genomgår Sverige stora förändringar; från att vara ett bondesamhälle industrialiseras, moderniseras och urbaniseras landet allt mer.  Skråsystemet avskaffades under 1840-talet, varpå näringsfrihet infördes, vilket gjorde det fritt för alla att driva restaurangverksamhet. Uppfinningar som ångmaskinen gjorde att industrier kunde upprättas även på platser utan naturlig tillgång till vattenkraft, och järnvägarna underlättade transporter. Järnvägsnätets utvidgande bidrog även till att resandet ökade kraftigt, vilket i sin tur skapade ett behov av hotell i mer kontinental stil. Hotellgästerna hade då behov av förplägnad, vilket gör att det moderna restaurangväsendet i viss utsträckning uppstod i direkt samband med tillkomsten av verkliga hotell. Göteborg låg länge i framkant vad gäller hotell eftersom staden var centrum för handel.  Det första hotellet hette Bloms hotell och grundades år 1809, känt för sin stora festsal och Rubenssons konditori i bottenvåningen. Därpå följde Göta källare 1812 och British hotell år 1814. Stockholm fick sitt första hotell år 1837, Hotell Garni på Drottninggatan 3. Grand hotell var både i Stockholm och Göteborg förenade med lyxrestauranger. När järnvägen byggdes ut under 1860-talet fanns ännu inte restaurangvagnar på tågen, utan resenärerna var hänvisade till att äta vid stationerna, vilket gjorde att särskilda restauranger uppstod.
Utöver själva maten blev även musikunderhållning och så småningom även dans viktiga inslag i den svenska restaurangkulturen.

## Klassiska svenska restauranger[11]
Dessa är exempel på klassiska svenska restauranger beskrivna av Bengt Fritiofsson och Sven Rydén i boken Klassiska krogar - en kulinarisk resa i Sverige (1977):

- Hasselbacken (Djurgården, Stockholm)
- Berns salonger, Stockholm
- Operakällaren, Stockholm
- Stallmästargården, Stockholm
- Den Gyldene Freden, Stockholm
- Cattelin, Stockholm
- Hotel Reisen, Stockholm
- Djurgårdsbrunns värdshus, Stockholm
- Ulriksdals värdshus, Solna
- Zum Franziskaner, Stockholm
- Henriksberg, Göteborg
- Lorensberg, Göteborg
- Karlstads stadshotell
- Savoy, Malmö
- Kramer, Malmö
- Mollberg, Helsingborg
- Hotel Continental du Sud, Ystad
- Sjöbo gästgivaregård
- Skanörs Gästgifvaregård
- Haparanda stadshotell
- Luleå stadshotell
- Hotell Knaust, Sundsvall

## Restauranger med stjärnor i Michelinguiden
De första Michelinstjärnorna i Sverige tillkom 1984, då fyra stockholmsrestauranger fick utmärkelsen. För närvarande, enligt bedömningen som publicerades i februari 2017, har 23 restauranger i Sverige en eller två stjärnor.